# Vefsn
Vefsn è un comune norvegese della contea di Nordland.